# Исак Челеби ибн Иса
Ис(х)ак Челеби ибн Иса (на турски: Ishak Çelebi ibn Isa) е османски съдия, кадия и дарител от XVI век.

## Биография
Исак Челеби ибн Иса е син на кадията Иса Факъх. Дълги години е кадия в Солун. След това е назначен за кадия в Битоля, където се мести със семейството си около 914 година от хиджра (1508 от Рождество Христово). В 912 година от хиджра (1506) Исак Челеби построява Исак Челеби джамия на Битпазар в Битоля и учредява вакъф за издръжката ѝ.
Умира на 1 август 1512 година, като оставя големи вакъфирани имоти в Солун, Пловдив, Татар Пазарджик и Битоля. Погребан е до минарето на Исак джамия. Епитафът му гласи „Бог е вечен. Смъртта на блажения починал Исак Челеби ибн Иса на 18 джумада ал-уля 918“.